# Kondoszúvli
A kondoszúvli (görög betűkkel: κοντοσούβλι) a görög konyhaművészet egyik húsétele, amit nyárson sütnek. Maga a szó „húsnyársat” jelent.
A kondoszúvli a szuvláki („húsnyársacska”) „nagy testvére”.
A sertés- vagy ürühúst egy szurokfűből, sóból, borsból, zúzott fokhagymából és citromléből álló páclébe helyezik, és grillnyársra húzzák. Egy kondoszúvli kb. 40 cm hosszú és átlagosan 8 cm vastag. A húst kb. 2-3 óráig faszén felett sütik. 